# Crataemespilus
Ne pas confondre avec + Crataegomespilus qui est un hybride de greffe.
Crataemespilus est le nom de genre des hybrides entre aubépine (Crataegus) et néflier (Mespilus). On parle d'hybride intergénérique. Le néflier d'Amérique (Mespilus canescens ou × Crataemespilus canescens), est souvent inclus dans ce genre en tant qu'hybride de néflier commun et de Crataegus brachyacantha.
Pour certains le néflier commun étant inclus dans le genre Crataegus (Crataegus germanica (L.) Kuntze), ce genre hybride n'a pas lieu d'être, et tous les hybrides sont inclus dans le genre Crataegus.

## Variétés
- × Crataemespilus gillotii : croisement de Crataegus monogyna avec Mespilus germanica
- × Crataemespilus grandiflora : croisement de Crataegus laevigata avec Mespilus germanica
- × Crataemespilus canescens : croisement de Crataegus brachyacantha avec Mespilus germanica